# This Is Acting
This is Acting (en español: Esto es Actuar) es el séptimo álbum de estudio de la cantante y compositora australiana Sia. Fue lanzado el 29 de enero de 2016 por Inertia, Monkey Puzzle y RCA. Se trata principalmente de un álbum de electropop, que se compone de canciones escritas por Sia que fueron rechazadas por otras artistas femeninas de pop.
"Alive", el primer sencillo del álbum, fue lanzado el 24 de septiembre de 2015. El segundo sencillo, "Cheap Thrills", fue lanzado el 11 de febrero de 2016 con un gran éxito comercial, llegando a entrar al top 5 en varias listas de éxitos musicales y marcando su primer número uno en el Billboard Hot 100. El remix de la canción cuenta con Sean Paul como artista invitado. "The Greatest", fue lanzado el 5 de septiembre de 2016, como tercer sencillo del álbum en general. El 6 de enero de 2017 se lanza oficialmente Move Your Body (Single Mix) como cuarto y último sencillo del disco.
El álbum recibió críticas generalmente positivas de los críticos de música, que felicitaron a la producción y a la voz de Sia. Sin embargo, recibió críticas por su naturaleza impersonal e indirecta en sus canciones. El álbum debutó en el número uno en Australia,  también alcanzó el número cuatro en el Billboard 200, vendiendo 81.000 unidades equivalentes de álbum en su primera semana, de los cuales 68.000 eran únicamente de ventas de discos, convirtiéndose en la semana con las ventas más altas de Sia en los Estados Unidos. Para promover aún más el álbum, Sia se embarcó en el Nostalgic for the Present Tour en septiembre de 2016.
Una edición de lujo de "This Is Acting" fue lanzada el 21 de octubre de 2016 con tres nuevas canciones (Confetti, Midnight Decisions y Jesus Wept), la remezcla del sencillo "Cheap Thrills", una versión remezclada de "Move Your Body"Junto a Alan Walker , y las versiones solista y con Kendrick Lamar de "The Greatest".

## Antecedentes y desarrollo

Logo oficial de su octavo trabajo discográfico

This Is Acting es el seguimiento de Sia para su sexto álbum de estudio 1000 Forms of Fear (2014). En diciembre de 2014, Sia le dijo a la revista Spin que tenía "dos grabaciones completadas y listas para salir" y que uno de ellas sería lanzado en 2015. Sia reveló detalles del álbum por primera vez en una entrevista publicada por NME en febrero de 2015. En el artículo, se confirmó que el trabajo de This Is Acting había terminado y que su contenido era "más pop" que su anterior material. También reveló que el éxito de 1000 Forms of Fear, especialmente su primer sencillo "Chandelier", la animó a continuar con el lanzamiento de un material nuevo. Esto es lo que dijo sobre su título: "Lo estoy llamando This Is Acting debido a que son canciones que estaba escribiendo para otras personas, por lo que no pensaría algo como 'esto es algo que yo diría'. Es más como un juego de acción. Es divertido". Poco después del anuncio de Sia, la revista Out publicó una lista de sus "10 Grandes éxitos para otros artistas" en anticipación del álbum.

## Lanzamiento y promoción
Durante una charla en línea con fanes, en abril de 2015, Sia reveló que el álbum "probablemente" será lanzado a principios de 2016, pero posiblemente a finales de 2015.  El álbum será lanzado el 29 de enero del 2016, esto fue confirmado en noviembre de 2015.
En septiembre de 2015, Sia confirmó que el primer sencillo del álbum, "Alive", sería lanzado a finales de ese mes y fue escrito originalmente para Adele; la cantante y compositora británica coescribió la canción junto a Sia en menor medida, pero la "rechazó" en el último minuto.
"Bird Set Free" fue lanzado como el primer sencillo promocional junto con la pre-orden del álbum el 4 de noviembre de 2015. La canción fue, originalmente escrita para la película Pitch Perfect 2 pero fue rechazada, por lo que fue elegida  "Flashlight", interpretada por Jessie J. La canción fue enviada a Rihanna, después de ser rechazada, fue grabada por Adele pero no llegó al corte final de su tercer álbum de estudio, "25".
El 27 de noviembre, Sia presentó el segundo sencillo promocional, "One Million Bullets". Es la única canción en el álbum que no fue escrita para otro artista.
"Cheap Thrills" fue anunciada como el próximo lanzamiento promocional del álbum y fue lanzado el 17 de diciembre. La canción era una de las dos pistas rechazadas por Rihanna quien, como Furler describió, no colaboró codo a codo en las sesiones de grabación. La segunda canción "Reaper", fue escrita por Sia junto con Kanye West. Otra canción, "Footprints" fue escrita para Beyoncé.
También, en una reciente entrevista, reveló que la canción "Move Your Body" fue escrita originalmente para la cantante Shakira aunque posteriormente, Sia decidió incluirla en su álbum. 
El 7 de noviembre, Sia actuó en Saturday Night Live. Dicho episodio fue conducido por Donald Trump. Ella presentó "Alive" y "Bird Set Free". El 1 de diciembre de 2015, Sia presentó "Alive" en el show de Ellen DeGeneres junto con Maddie Zeigler y en The Voice. El 6 de diciembre de 2015, Sia presentó "Alive" en The X Factor en Reino Unido. Por otra parte, el 11 de diciembre de 2015, durante The Graham Norton Show, se reveló que Sia considera que llevaba una máscara de prótesis en lugar de una peluca.
El 5 de enero de 2016 Sia presentó un teaser de lo que sería el cuarto sencillo promocional del disco, este lleva por nombre "Reaper" y cuenta con la coautoría del rapero Kanye West. La canción estuvo disponible el 7 de enero. Este mismo día Sia reveló el tracklist oficial del disco utilizando las carteleras de varios teatros de diferentes puntos del planeta y que fue desvelando en su Instagram.
El 21 de enero Sia anunció a través de su cuenta en Twitter el nuevo promocional del disco "Unstoppable", que según algunos medios fue escrita para Demi Lovato pero al parecer su disquera (Hollywood Records) rechazó la canción.
El 27 de enero Sia se presentó en The Tonight Show Starring Jimmy Fallon interpretando "Cheap Thrills".
Para celebrar el lanzamiento del disco, Sia asistió a Good Morning America el 29 de enero interpretando "Reaper".
El 1 de febrero Sia asistió a The Ellen DeGeneres Show interpretando "Bird Set Free".

## Rendimiento comercial
This Is Acting debutó en el número cuatro en la lista Billboard 200 de Estados Unidos con ventas en la primera semana de 81 000 copias que se convirtieron en las ventas más altas de Sia en el país. En Australia, en su lanzamiento debutó en la cúspide de la lista de ARIA de álbumes
Actualmente es uno de los únicos 3 discos en haber vendido más de un millón de unidades en 2016.

## Lista de canciones
- Edición Estándar[33]

| N.º   | Título                | Escritor(es)                                                                                             | Productor(s)                                          | Duración |  |
| 1.    | «Bird Set Free»       | Sia Furler Greg Kurstin                                                                                  | Kurstin                                               | 4:12     |  |
| 2.    | «Alive»               | Furler Adele Adkins Tobias Jesso Jr.                                                                     | Jesse Shatkin                                         | 4:23     |  |
| 3.    | «One Million Bullets» | Furler Shatkin                                                                                           | Shatkin                                               | 4:10     |  |
| 4.    | «Move Your Body»      | Furler Kurstin                                                                                           | Kurstin                                               | 4:07     |  |
| 5.    | «Unstoppable»         | Furler Christopher Braide                                                                                | Shatkin                                               | 3:37     |  |
| 6.    | «Cheap Thrills»       | Furler Kurstin                                                                                           | Kurstin                                               | 3:30     |  |
| 7.    | «Reaper»              | Furler Kanye West Noah Goldstein Charles Misodi Njapa Dom $olo                                           | West Dom $olo Goldstein 88-Keys Shatkin Jake Sinclair | 3:39     |  |
| 8.    | «House on Fire»       | Furler Jack Antonoff                                                                                     | Shatkin Antonoff Sinclair [ a ]                       | 4:01     |  |
| 9.    | «Footprints»          | Furler Tyler Williams Josh Valle Nikhil Seetharam                                                        | T-Minus Valle [ a ] Seetharam [ a ] Shatkin [ a ]     | 3:13     |  |
| 10.   | «Sweet Design»        | Furler Kurstin Mark Andrews Robi Rosa Joseph Longo Tim Kelley Bob Robinson Desmond Child Marquis Collins | Kurstin                                               | 2:25     |  |
| 11.   | «Broken Glass»        | Furler Jasper Leak Shatkin                                                                               | Shatkin                                               | 4:24     |  |
| 12.   | «Space Between»       | Furler Braide                                                                                            | Cameron Deyell Braide [ b ]                           | 4:48     |  |
| 46:29 |                       | |                                                       |          |  |

| Spotify (bonus track) |                                       |                     |              |          |  |
| N.º                   | Título                                | Escritor(es)        | Productor(s) | Duración |  |
| 13.                   | «Cheap Thrills» (featuring Sean Paul) | Furler Paul Kurstin | Kurstin      | 3:45     |  |
| 50:14                 |                                       |                     |              |          |  |

| Re-lanzamiento en Google Play (bonus tracks) |                                           |              |              |          |  |
| N.º                                          | Título                                    | Escritor(es) | Productor(s) | Duración |  |
| 13.                                          | «Cheap Thrills» (featuring Sean Paul)     | Furler       | Kurstin      | 3:44     |  |
| 14.                                          | «The Greatest» (featuring Kendrick Lamar) | Furler       | Kurstin      | 3:30     |  |
| 53:44                                        |                                           |              |              |          |  |

- Edición Exclusiva Target[36]

| Bonus Tracks |                             |                |              |          |  |
| N.º          | Título                      | Escritor(es)   | Productor(s) | Duración |  |
| 13.          | «Fist Fighting a Sandstorm» | Furler Shatkin | Shatkin      | 3:48     |  |
| 14.          | «Summer Rain»               | Furler Shatkin | Shatkin      | 3:35     |  |
| 53:52        |                             |                |              |          |  |

- Edición japonesa[37]

| Bonus Tracks |                         |                         |              |          |  |
| N.º          | Título                  | Escritor(es)            | Productor(s) | Duración |  |
| 13.          | «Alive» (AFSHeeN Remix) | Furler Adkins Jesso Jr. | Shatkin      | 3:18     |  |
| 14.          | «Alive» (Boehm Remix)   | Furler Adkins Jesso Jr. | Shatkin      | 3:52     |  |
| 15.          | «Alive» (Cahill Mix)    | Furler Adkins Jesso Jr. | Shatkin      | 4:20     |  |
| 57:59        |                         |                         |              |          |  |

- Edición de lujo[2]

|          |                                           |                        |                      |          |  |  |  |  |  |  |
| N.º      | Título                                    | Escritor(es)           | Productor(s)         | Duración |  |  |  |  |  |  |
| 13.      | «Cheap Thrills» (featuring Sean Paul)     | Furler Paul Kurstin    | Kurstin              | 3:44     |  |  |  |  |  |  |
| 14.      | «The Greatest» (featuring Kendrick Lamar) | Furler Kurstin         | Kurstin              | 3:30     |  |  |  |  |  |  |
| 15.      | «Confetti»                                | Furler Braide          |                      | 4:06     |  |  |  |  |  |  |
| 16.      | «Move Your Body» (Alan Walker remix)      | Furler Kurstin Møldrup | Kurstin Walker [ c ] | 3:37     |  |  |  |  |  |  |
| 17.      | «Midnight Decisions»                      |                        |                      | 3:42     |  |  |  |  |  |  |
| 18.      | «Jesus Wept»                              |                        |                      | 5:29     |  |  |  |  |  |  |
| 19.      | «The Greatest»                            | Furler Kurstin         | Kurstin              | 3:30     |  |  |  |  |  |  |
| 01:14:07 |                                           |                        |                      |          |  |  |  |  |  |  |

Notas
- [a]. Significa un productor adicional.
- [b]. Significa un coproductor.
- [c]. Significa un remezclador.

### Créditos de los Samples
"Sweet Design" muestra elementos de "Thong Song" (1999) realizado por Sisqó, escrito por Mark "Sisqó" Andrews, Tim Kelley, Bob Robinson, Desmond Child y Robi Rosa

## Posicionamiento en listas
| Lista (2016)                        | Mejor posición |
| ----------------------------------- | -------------- |
| Australia (ARIA)                    | 1              |
| Austria (Ö3 Austria)                | 9              |
| Bélgica (Ultratop flamenca)         | 11             |
| Bélgica (Ultratop valona)           | 4              |
| Canadá (Billboard Canadian Albums)  | 3              |
| Croacia (Toplista)                  | 35             |
| República Checa (ČNS IFPI)          | 14             |
| Dinamarca (Hitlisten)               | 16             |
| Países Bajos (Album Top 100)        | 9              |
| Finlandia (Suomen Virallinen Lista) | 8              |
| Francia (SNEP)                      | 3              |
| Alemania (Media Control Charts)     | 14             |
| Hungría (MAHASZ)                    | 35             |
| Irlanda (IRMA)                      | 5              |
| Italia (FIMI)                       | 13             |
| Japón (Oricon)                      | 62             |
| Nueva Zelanda (Recorded Music NZ)   | 5              |
| Noruega (VG-lista)                  | 6              |
| Polonia (ZPAV)                      | 7              |
| Portugal (AFP)                      | 13             |
| Rusia (Russian Music Charts)        | 1              |
| España (PROMUSICAE)                 | 4              |
| Suecia (Sverigetopplistan)          | 14             |
| Suiza (Schweizer Hitparade)         | 3              |
| Suiza (Romandie)                    | 1              |
| Taiwán (Five Music)                 | 4              |
| Reino Unido (UK Albums Chart)       | 3              |
| Estados Unidos (Billboard 200)      | 4              |

## Certificaciones
| Territorio     | Organismo certificador | Certificación | Ventas certificadas | Ref.   |
| -------------- | ---------------------- | ------------- | ------------------- | ------ |
| Australia      | ARIA                   | Oro           | 35,000              | [ 66 ] |
| Canadá         | Music Canada           | Oro           | 40,000              | [ 67 ] |
| Dinamarca      | IFPI — Dinamarca       | Platino       | 20,000              | [ 68 ] |
| Estados Unidos | RIAA                   | Platino       | 1,000,000           | [ 69 ] |
| Francia        | SNEP                   | Platino       | 100,000             | [ 70 ] |
| México         | AMPROFON               | Platino + Oro | 90,000              | [ 71 ] |
| Perú           | IFPI — Perú            | Oro           | 10,000              | [ 72 ] |
| Polonia        | ZPAV                   | 2× Platino    | 40,000              | [ 73 ] |
| Reino Unido    | BPI                    | Oro           | 100,000             | [ 74 ] |